# Марта Нусбаум
Марта Крейвен Нусбаум (англ. Martha C. Nussbaum; нар. 6 травня 1947) — американська вчена, філософ, професор права та етики в Чиказькому університеті, де вона працює одночасно в правничій школі та на факультеті філософії. Вона особливо цікавиться давньогрецькою та римською філософією, політичною філософією, екзистенціалізмом, фемінізмом та етикою, включаючи права тварин . Вона також є членом Комітету з досліджень Південної Азії та членом правління Програми з прав людини. Викладала в Гарварді та Брауні, наразі працює в Чиказькому університеті.
Нусбаум є автором низки книг, як-от:
- «Крихкість блага» (The Fragility of Goodness, 1986)
- «Секс і соціальна справедливість» (Sex and Social Justice, 1998)
- «Фронтири справедливості: інвалідність, національність, видова приналежність» (Frontiers of Justice: Disability, Nationality, Species Membership, 2006)
- «Від огиди до людяності: сексуальна орієнтація та конституційне право» (From Disgust to Humanity: Sexual Orientation and Constitutional Law, 2010)
- «Створюючи спроможності: підхід до людського розвитку» (Creating capabilities: the human development approach, 2011)
- "Політичні емоції: чому любов має значення для правосуддя (Political Emotions: Why Love Matters for Justice, 2013)
- «Гнів та прощення» (Anger and Forgiveness, 2016)
- «Традиція космополітизму» (The Cosmopolitan Tradition, 2019)

Отримала премію Кіото в галузі мистецтва та філософії 2016 року, премію Бергрюена 2018 року та премію Гольберга 2021 року.

## Основні праці

### Крихкість блага
В книзі «Крихкість блага: удача та етика в грецькій трагедії та філософії» розглядається етична дилема: люди, які твердо віддані ідеї справедливості, тим не менш, є вразливими до зовнішніх факторів, які можуть сильно вплинути на їх добробут — або навіть звести його нанівець. Обговорюючи як літературні, так і філософські тексти, Нусбаум прагне визначити, наскільки розум може забезпечити самодостатнє людське існування. Нусбаум вивчає три давньогрецькі трагедії («Агамемнон», «Антігона» та «Гекаба»), а також роботи Платона та Аристотеля. Зрештою, вона відкидає платонівське уявлення про те, що людська доброта може повністю захистити від небезпеки, ставши на бік трагічних драматургів та Аристотеля, розглядаючи визнання вразливості як ключ до осягнення людського блага.
«Крихкість» привернула увагу до Нусбаум в усіх гуманітарних науках. Вона отримала схвальну оцінку в академічних оглядах і визнання в популярних медіа. Каміла Палья назвала «Крихкість» такою, що відповідає «найвищим академічним стандартам» двадцятого століття, а Times Higher Education назвали її «відмінно науковою роботою». Репутація Нусбаум поширила її вплив не тільки на друковані медіа, а й на телевізійні програми.

## Основні ідеї

### Підхід спроможностей
Нусбаум послідовно та систематично критикує теорію справедливості Ролза. На її думку підхід Ролза містить три недоліки: 1) він виключає людей з інвалідністю; 2) не вирішує проблему нерівності між націями; 3) не вирішує питання про моральний статус тварин (non-human animals).
Тому Нусбаум пропонує власний підхід спроможностей. Спроможності — це можливість реалізації людського в людині та доступу до такої реалізації. Нусбаум визначає 10 спроможностей:
1. Життя.
2. Здоров'я тіла.
3. Фізична недоторканість.
4. Почуття, уява, думки.
5. Емоції.
6. Практичний розум (спроможність формувати власну концепцію блага та жити у відповідності до неї).
7. Приналежність (можливість жити серед інших та бути залученим в різні форми суспільної комунікації).
8. Інші види (турбота про природний світ).
9. Гра (можливість насолоджуватись рекреаційними активностями).
10. Політичний та матеріальний контроль за власним середовищем.

### Філософія емоцій
Нусбаум відома своїм вкладом в філософію емоцій. Вона присвятила декілька своїх робіт дослідженню природи емоцій та обговоренню ролі певних емоцій в формуванні публічних політик та юридичних вироків. Нусбаум запропонувала «нео-стоїчний» погляд на емоції як на складні моральні ціннісні присуди щодо речей чи людей, які дієвець не може контролювати, однак які грають значну роль для його щастя та процвітання.

## Різне
Під час Російського вторгнення в Україну в 2022 висловила свою підтримку Україні:
«Тримайтеся, відважні брати та сестри, і нехай ви станете прикладом для всієї історії того, як правда може творити силу»

## Нагороди та відзнаки

### Почесні ступені та почесні товариства
Нусбаум є членом Американської академії мистецтв і наук (1988) і Американського філософського товариства (1996). Вона є академіком Академії Фінляндії (2000) та членом-кореспондентом Британської академії (2008). Має 64 почесні ступені коледжів та університетів Північної Америки, Латинської Америки, Європи, Африки та Азії, у тому числі:
- Гарвардський університет
- Хайфський університет (Ізраїль)
- Торонтський університет
- Білефельдський університет

### Нагороди
- 1990: Премія Brandeis Creative Arts Award в галузі нехудожньої літератури
- 1991: PEN/Diamonstein-Spielvogel Award for the Art of the Essay[en] (за «Love's Knowledge»)
- 1998: Книжкова премія Несса Асоціації американських коледжів та університетів (за «Cultivating Humanity»)
- 2000: Книжкова премія Північноамериканського товариства соціальної філософії (за «Sex and Social Justice»)
- 2002: Премія Гравемайєра Університету Луїсвіля в галузі освіти (за «Cultivating Humanity»)
- 2003: Відзнака коледжу Барнарда
- 2004: Почесне членство в Phi Beta Kappa в Чиказькому університеті .[26]
- 2004: Премія Асоціації видавців американських університетів за професійну та наукову літературу в галузі права (за «Hiding From Humanity»)
- 2005: входить до списку 100 найкращих публічних інтелектуалів світу за версією Foreign Policy (а також у 2008 і 2010 рр.)[27] та журналів Prospect.[28]
- 2007: Премія випускників Редкліффа
- 2009: Премія Генрі М. Філліпса з юриспруденції Американського філософського товариства .[29]
- 2010: Столітня медаль Вищої школи мистецтв і наук Гарвардського університету
- 2012: Премія принца Астурійського в галузі соціальних наук[30]
- 2014: Лекції Джона Лока в Оксфордському університеті.
- 2015: Premio Nonino, Італія
- 2015: Премія з етики Інамори[31]
- 2016: Премія Кіото з філософії, Японія[32]
- 2017: Лекція Джефферсона
- 2017: Премія Дона М. Рендела за внесок у гуманітарні науки, Американська академія мистецтв і наук
- 2018: премія Бергрюена[8]
- 2021: Премія Гольберга «за її новаторський внесок у дослідження філософії, юриспруденції та в суміжних галузях»[9]